# Chüpfenflue
Chüpfenflue är en bergstopp i Schweiz.   Den ligger i regionen Plessur och kantonen Graubünden, i den östra delen av landet, 180 km öster om huvudstaden Bern. Toppen på Chüpfenflue är 2 658 meter över havet, eller 254 meter över den omgivande terrängen. Bredden vid basen är 1,7 km.
Terrängen runt Chüpfenflue är bergig åt sydost, men åt nordväst är den kuperad. Närmaste större samhälle är Davos, 4,7 km öster om Chüpfenflue. 
I omgivningarna runt Chüpfenflue växer i huvudsak blandskog. Runt Chüpfenflue är det ganska glesbefolkat, med 40 invånare per kvadratkilometer.